# Tomasz Zabiełło
Tomasz Zabiełło – kapitan Jego Królewskiej Mości w latach 1759–1761, konsyliarz konfederacji słuckiej w 1767 roku.